# Akeem Adams
Akeem Elijah Adams (Point Fortin, 13 de abril de 1991 — Budapeste, 30 de dezembro de 2013) foi um futebolista trinitário que atuava como zagueiro.

## Carreira
Em seu país, Adams defendeu W Connection, United Petrotrin e Central FC entre 2008 e 2013, ano em que foi contratado pelo Ferencváros, um dos principais times de futebol da Hungria, onde realizou apenas seis partidas.

## Seleção
Convocado oito vezes para a seleção principal de Trinidad e Tobago, Adams passou ainda pelas categorias sub-17 e sub-20 dos Soca Warriors, participando dos mundiais de ambas as categorias, em 2007 e 2009.

## Morte

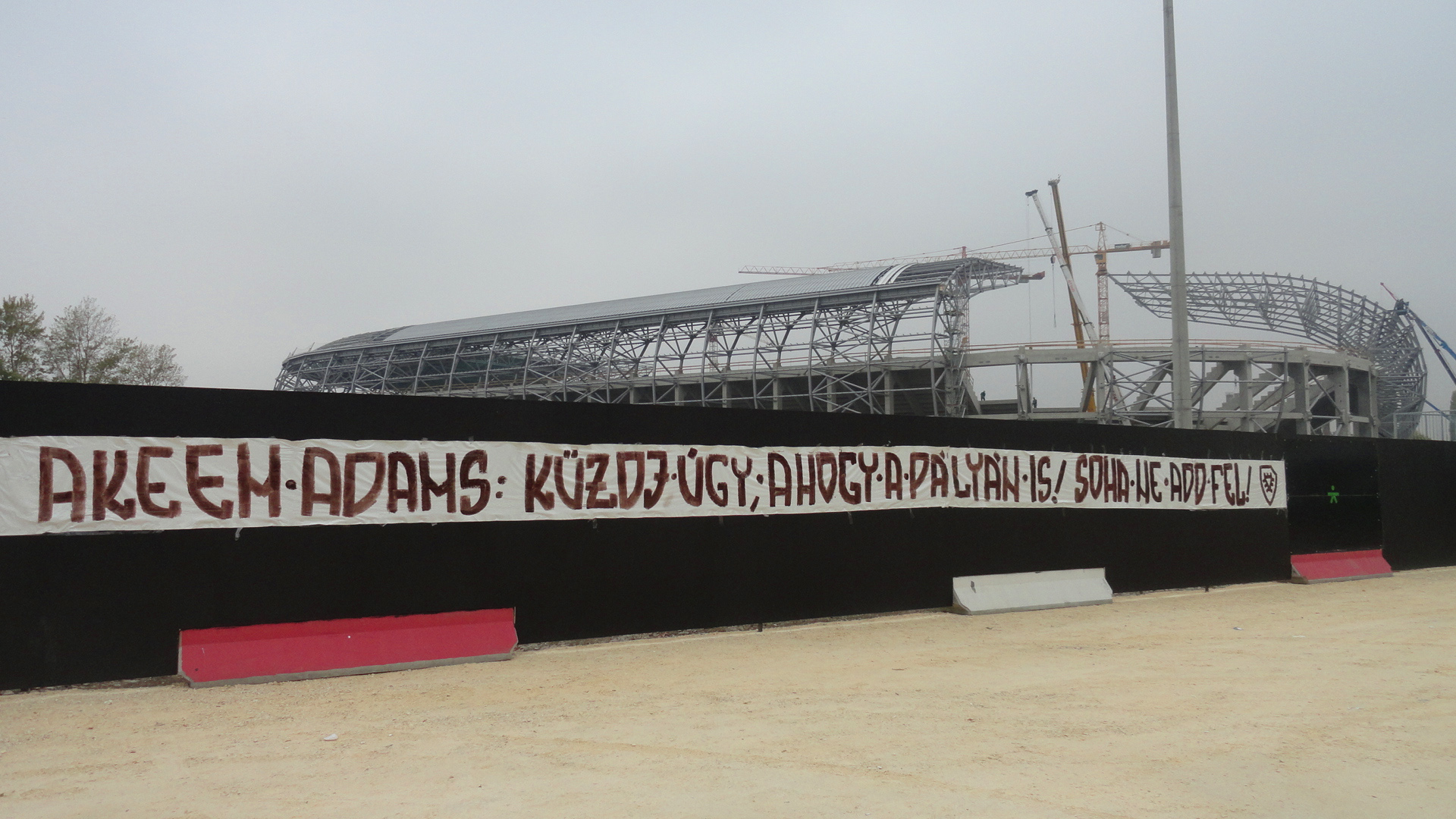
Mensagem dos torcedores para Adams hospitalizado no canteiro de obras do novo estádio do Ferencváros. Tradução: Akeem Adams: Lute do jeito que você faz em campo! Nunca desista!

Internado desde setembro em um hospital de Budapeste, em decorrência de uma parada cardíaca sofrida enquanto voltava para casa após um treino do Ferencváros, Adams teve que ser submetido a três cirurgias, uma delas incluía a amputação de sua perna esquerda.
Embora a operação tivesse estabilizado a situação do atleta, que aguardava um transplante de coração, ele não resistiu a uma hemorragia cerebral, vindo a falecer pouco depois, aos 22 anos.